# 瓦莱 (上索恩省)
瓦莱（法語：Valay，法語發音：[valɛ]）是法国上索恩省的一个市镇，属于沃苏勒区。

## 地理
瓦莱（47°20'18"N, 5°38'21"E）面积17.4 平方千米，位于法国勃艮第-弗朗什-孔泰大區上索恩省，该省份为法国东部内陆省份，北起顺时针与孚日省、贝尔福地区省、杜省、汝拉省、科多尔省和上马恩省接壤。
与瓦莱接壤的市镇（或旧市镇、城区）包括：尚托奈、阿尔桑、尚塞、绍梅尔塞讷、蒙塔涅、佩姆、拉雷西圣马丹、瓦当、沃内尔。

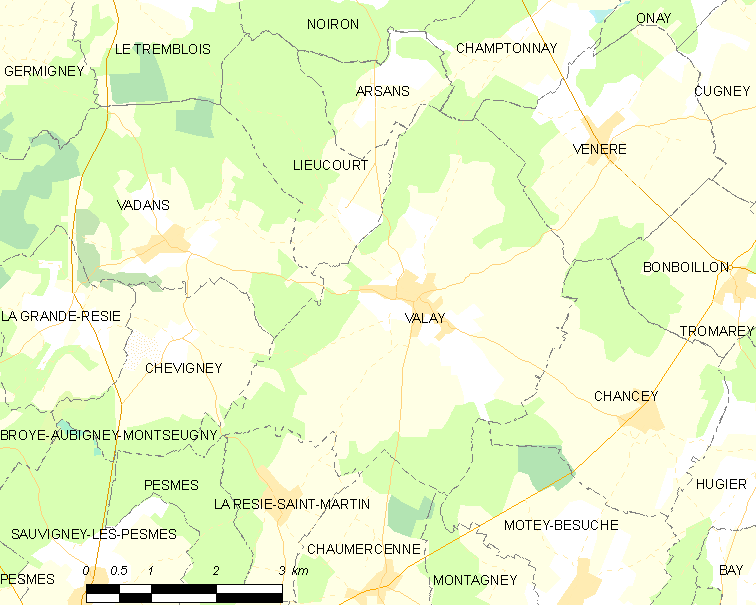
的OSM定位图

瓦莱的时区为UTC+01:00、UTC+02:00（夏令时）。

## 行政
瓦莱的邮政编码为70140，INSEE市镇编码为70514。

## 政治
瓦莱所属的省级选区为马尔奈县。

## 人口

1962-2008年间人口变化图示

瓦莱于2022年1月1日时的人口数量为650人。